# Định lý lấy mẫu Nyquist–Shannon

Hình.1: Phổ giả định của một tín hiệu có tần số giới hạn (bandlimiting) được biểu diễn như là một hàm số theo tần số

Định lý lấy mẫu Nyquist là một định lý được sử dụng trong lĩnh vực lý thuyết thông tin, đặc biệt là trong viễn thông và xử lý tín hiệu do Harry Nyquist và Claude Shannon phát minh. Lấy mẫu là quá trình chuyển đổi một tín hiệu (ví dụ, là một hàm liên tục theo không thời gian) thành một chuỗi số (một hàm rời rạc theo không thời gian). Định lý lấy mẫu được phát biểu như sau:
Một hàm số tín hiệu x(t) không chứa bất kỳ thành phần tần số nào lớn hơn hoặc bằng một giá trị fm có thể biểu diễn chính xác bằng tập các giá trị của nó với chu kỳ lấy mẫu T = 1/(2fm).
Như vậy, tần số lấy mẫu phải thoả mãn điều kiện fs ≥ 2fm. Tần số giới hạn fs/2 này được gọi là tần số Nyquist và khoảng (-fs/2; fs/2) gọi là khoảng Nyquist. Thực tế, tín hiệu trước khi lấy mẫu sẽ bị giới hạn bằng một bộ lọc để tần số tín hiệu nằm trong khoảng Nyquist.
Định lý này thường được gọi là định lý lấy mẫu Nyquist, nhưng kể từ khi nó được phát hiện một cách độc lập bởi E.T. Whittaker, bởi Vladimir Kotelnikov, và bởi những người khác, thì nó còn được gọi là Nyquist-Shannon-Kotelnikov, Whittaker-Shannon-Kotelnikov, Whittaker-Nyquist-KotelnikovShannon, WKS, hay định lý cơ bản của lý thuyết nội suy. Nhưng nó thường được gọi đơn giản là định lý lấy mẫu.
Về bản chất, định lý cho thấy một tín hiệu tương tự (analog) có tần số giới hạn đã được lấy mẫu có thể được tái tạo hoàn toàn từ một chuỗi vô số các mẫu nếu tỷ lệ lấy mẫu lớn hơn 2fm mẫu trong 1 giây, fm là các tần số lớn nhất của tín hiệu ban đầu. Shannon cho rằng nếu tín hiệu có chứa một thành phần có tần số chính xác bằng fm Hz, thì các mẫu sẽ cách nhau đúng 1/(2fm) giây sẽ không thể khôi phục hoàn toàn chính xác tín hiệu. Điều kiện đủ này có thể không chính xác như trong phần thảo luận tại lấy mẫu tín hiệu non-baseband dưới đây.
Các phát biểu của định lý gần đây đôi khi cẩn thận loại trừ giá trị bằng, có nghĩa là điều kiện nếu x(t) không có tần số nào cao hơn hoặc bằng fm; điều này là tương tự phát biểu của Shannon trừ khi hàm số bao gồm một dạng sóng sin ổn định có chứa thành phần tại tần số chính xác fm.